# Ars sonora
Ars Sonora es un programa de radio que se transmite semanalmente a través de Radio Clásica de Radio Nacional de España. Creado en 1985 por Francisco Felipe y José Iges se ha mantenido ininterrumpidamente en emisión hasta la actualidad. Desde 2008 su director y presentador es Miguel Álvarez-Fernández.

## Contenido
Planteado como "un oído abierto al arte sonoro y radiofónico internacional" el programa ha venido promoviendo la realización de obras artísticas concebidas para el medio radiofónico, a menudo en coproducción con diversas instituciones, desde sus inicios en 1985. Los contenidos están abiertos al arte sonoro, en las vertientes de poesía fonética y sonora, instalaciones sonoras, performance o radio arte así como a la improvisación libre, la música electroacústica y la música experimental. En dichos campos se atiende a la actualidad española e internacional, a través de programas monográficos dedicados a autores, temáticas, novedades discográficas, nuevas producciones o exposiciones, convocatorias, festivales y muestras sobre el arte sonoro y la música experimental. Permanentemente se buscan nuevos tipos de elaboración y presentación de la emisión.
Dentro del arte radiofónico en Ars Sonora se han venido abordando todos los géneros: radiodramas, 'features', música radiofónica, paisajes sonoros, géneros mixtos... con especial dedicación a las producciones realizadas por las diferentes emisoras integradas en el grupo Ars Acustica de la Unión Europea de Radiodifusión (UER/EBU), grupo al que Ars Sonora está ligado desde la fundación del grupo en 1990.
El programa ha dedicado monográficos a figuras, entre otras, como Juan Eduardo Cirlot, John Cage, Christina Kubisch, Isidoro Valcárcel Medina, Esther Ferrer, Merce Cunningham, Mauricio Kagel, Andrés Lewin-Richter, Gabriel Brncic, Josep Maria Mestres Quadreny, José Val del Omar, Roberto Gerhard, Carles Santos Ventura, Walter Marchetti, Fátima Miranda, Llorenç Barber, Eduardo Polonio, José Manuel Berenguer, Henry Cowell, Cornelius Cardew, Gonzalo de Olavide, Christian Marclay, Tomás Marco, Bruno Maderna, Luciano Berio, Frank Zappa, Edgar Varèse, Luc Ferrari, Max Neuhaus, Wolf Vostell, Kurt Schwitters o Gerard Mortier. También ha emitido monográficos específicos de movimientos artísticos y musicales, como los dedicados a Fluxus, a Zaj, al Situacionismo, al Futurismo, a la Creación Electroacústica en México, Colombia o Chile, así como ediciones específicas de eventos, muestras, festivales y convocatorias de arte sonoro, radiofónico y música electroacústica tanto españoles como internacionales como, por ejemplo, Punto de Encuentro, Sonambiente, Itinerarios del Sonido, Festival de Música Contemporánea de Alicante, JIEM, Phonos, Experimentaclub, Nits d'Aielo i Art / Premio Cura Castillejo o musicadhoy.

## Historia
Fundado en 1985 por Francisco Felipe y José Iges, Iges fue su director y presentador en el periodo entre 1987 y 2008, cuando Miguel Álvarez-Fernández asumió la dirección y presentación del programa hasta la actualidad. 
A través de Ars Sonora se ha canalizado la presencia de Radio Nacional de España en el grupo Ars Acustica de la UER en todos sus proyectos internacionales -Horizontal Radio, Rivers & Bridges, Art's Birthday Party-, además de organizar eventos como el FIRA (Festival Internacional de Radio Art) en tres ediciones (1989, 1990 y 1991) y el I Encuentro de Radio Art "Ciudades Invisibles" (Madrid, 1992). Entre las personalidades de la creación española e internacional que han realizado obras dentro de estas líneas de producción se encuentran numerosos compositores, como Cristóbal Halffter, Luis de Pablo, Luc Ferrari, Philip Corner, Juan José Falcón, Eduardo Polonio, Zulema de la Cruz, Marisa Manchado, Llorenç Barber, José Manuel Berenguer, Javier Darias, Gonzalo de Olavide, Jesús Villa Rojo, Gabriel Brncic, Andrés Lewin-Richter o Tom Johnson. 
Ars Sonora también ha difundido abundantes colaboraciones con el mundo teatral. Carlos Marquerie, Rodrigo García, José Sanchis Sinisterra, Gaspar Cano, Toni Tordera o Guillermo Heras son algunos nombres de relieve y, entre las obras producidas, cabe señalar autores destacados de la escena internacional como Samuel Beckett, Harold Pinter o Severo Sarduy. 
A todo ello se añaden producciones con autores procedentes del arte visual, la performance y el intermedia, como Esther Ferrer, Concha Jerez, Isidoro Valcárcel Medina, Bartolomé Ferrando, Gerhard Rühm o Enzo Minarelli. Se han producido asimismo contribuciones de relieve de autores muy especialmente ligados al arte radiofónico como René Farabet, Ilana Zuckerman, Helen Thorington, Kaye Mortley, Ward Weis, Francisco Felipe, Klaus Schöning o Antje Vowinckel, entre otros.
Las producciones surgidas de Ars Sonora se han difundido en eventos, encuentros y festivales como Wings of Sound (Helsinki, 1992), Radio Beyond (Londres, 1992), Festival de Música Contemporánea de Alicante (en todas las ediciones desde 1990), Macrophon (Breslavia, 1994), Festival de Música Electroacústica Punto de Encuentro o Bienal de Radio de México (2004). Asimismo han representado a RNE en premios como el Prix Radio Brno (2º premio en 1988), el Prix Italia (Prix Special en 1991) o el Premio Karl Szcuka (Förderpreis en 2005).

## Difusión
En su etapa actual Ars Sonora puede escucharse a través de Radio Clásica en la noche del miércoles al jueves 
a las 00:00h., horario de la España peninsular. También puede seguirse, tanto en streaming como vía podcast, a través de la web de Radio Clásica. Todos los programas emitidos pueden escucharse en línea y descargarse desde la web del programa.